# Unione delle nazioni sudamericane
L'Unione delle nazioni sudamericane (in spagnolo, Unión de Naciones Suramericanas o UNASUR; in portoghese, União de Nações Sul-Americanas o UNASUL; in olandese, Unie van Zuid-Amerikaanse Naties o UZAN; in inglese, Union of South American Nations o USAN) è una organizzazione intergovernativa regionale costituita da 13 Paesi dell'America meridionale.

## Storia
La base fondante dell'Unione è la Dichiarazione di Cusco del 2004, in cui i 12 Paesi sudamericani dichiaravano di voler creare una Comunità sudamericana delle nazioni (in spagnolo, Comunidad Suramericana de Naciones; in portoghese, Comunidade Sul-americana de Nações; in olandese, Zuid-Amerikaanse Statengemeenschap), sulla falsariga dell'Unione europea. Il nome fu poi cambiato in Unione delle nazioni sudamericane l'anno successivo.
L'organizzazione è nata ufficialmente con il Trattato costitutivo dell'Unione delle nazioni sudamericane, firmato a Brasilia il 23 maggio 2008 ed entrato in vigore ufficialmente l'11 marzo 2011, dopo la ratifica dell'Uruguay. L'organizzazione si è data col tempo delle strutture fisse, come il Segretariato generale (con sede a Quito, in Ecuador), il Parlamento (che avrà sede a Cochabamba, in Bolivia) e la Banca del Sud (con sede a Caracas, in Venezuela).
A partire dal 2017, l'Unione sta attraversando un periodo di forte crisi, dovuta a una serie di conflitti diplomatici fra i Paesi membri: a gennaio 2017, la nomina a Segretario generale del diplomatico argentino José Octavio Bordón fu bloccata dal Venezuela, sostenuta da Bolivia e Suriname; nell'agosto dello stesso anno, Argentina, Brasile, Cile, Colombia, Paraguay e Peru si sono uniti nel cosiddetto "Gruppo di Lima", che ha denunciato la presidenza del venezuelano Nicolás Maduro come "antidemocratica"; nel febbraio 2018, è stato ritirato l'invito a Maduro dall'8º Summit delle Americhe (tenutosi in aprile a Lima), causando la richiesta del Presidente boliviano Evo Morales di una "riunione di emergenza" dell'UNASUR per esprimere solidarietà al presidente venezuelano.
La crisi ha raggiunto il suo picco il 20 aprile 2018, quando il Gruppo di Lima annunciò la propria "autosospensione" dall'Unione per un anno, in forte contrasto con la presidenza pro-tempore boliviana, assegnata proprio a Morales. Il 28 agosto 2018, la Colombia ha ufficialmente notificato la sua intenzione di volersi ritirare "entro sei mesi" dall'organizzazione.

## Paesi membri
| Paese     | Data di adesione | Data di uscita | Membro di altre associazioni | Membro di altre associazioni | Membro di altre associazioni | Membro di altre associazioni | Note                                       |
| Paese     | Data di adesione | Data di uscita | Mercosur                     | CAN                          | CARICOM                      | ALADI                        | Note                                       |
| --------- | ---------------- | -------------- | ---------------------------- | ---------------------------- | ---------------------------- | ---------------------------- | ------------------------------------------ |
| Argentina | 23 maggio 2008   | -              | Sì                           | associato                    | No                           | Sì                           | Paese autosospeso                          |
| Bolivia   | 23 maggio 2008   | -              | associato                    | Sì                           | No                           | Sì                           |                                            |
| Brasile   | 23 maggio 2008   | -              | Sì                           | associato                    | No                           | Sì                           | Paese autosospeso                          |
| Cile      | 23 maggio 2008   | -              | associato                    | associato                    | No                           | Sì                           | Paese autosospeso                          |
| Colombia  | 23 maggio 2008   | -              | associato                    | Sì                           | No                           | Sì                           | Paese autosospeso, ha annunciato il ritiro |
| Ecuador   | 23 maggio 2008   | -              | associato                    | Sì                           | No                           | Sì                           |                                            |
| Guyana    | 23 maggio 2008   | -              | No                           | No                           | Sì                           | No                           |                                            |
| Paraguay  | 23 maggio 2008   | -              | Sì                           | associato                    | No                           | Sì                           | Paese autosospeso                          |
| Perù      | 23 maggio 2008   | -              | associato                    | Sì                           | No                           | Sì                           | Paese autosospeso                          |
| Suriname  | 23 maggio 2008   | -              | No                           | No                           | Sì                           | No                           |                                            |
| Uruguay   | 23 maggio 2008   | -              | Sì                           | associato                    | No                           | Sì                           | Paese autosospeso                          |
| Venezuela | 23 maggio 2008   | -              | sospeso                      | No                           | No                           | Sì                           |                                            |
| Messico   | 23 maggio 2008   | -              | No                           | No                           | No                           | Sì                           | Paese osservatore                          |
| Panama    | 23 maggio 2008   | -              | No                           | No                           | No                           | No                           | Paese osservatore                          |

## Organizzazione

### Presidenza

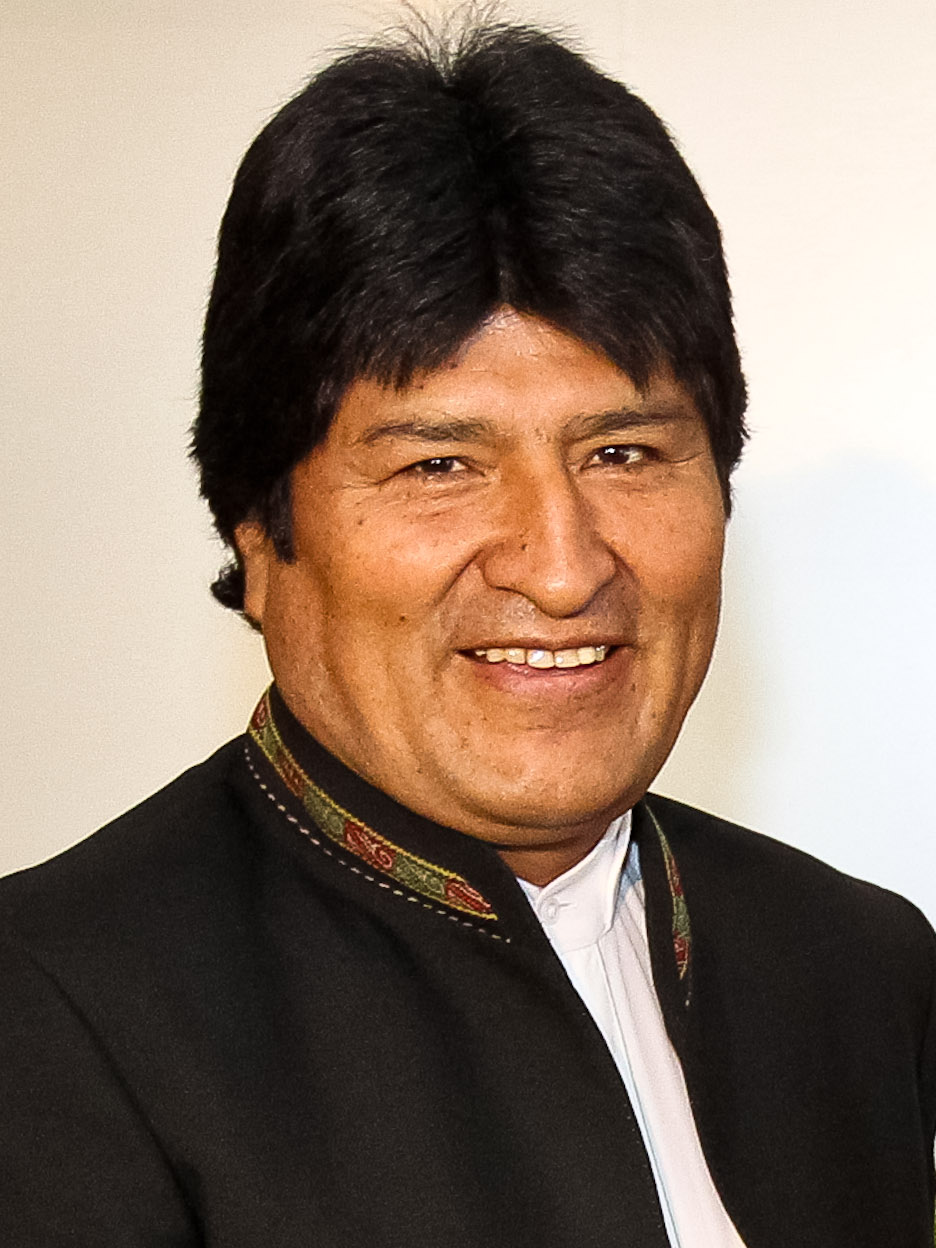
Evo Morales, l'ultimo Presidente dell'UNASUR.

La presidenza dell'Unione viene assunta a turno dai Capi di Stato e di Governo dei Paesi membri per la durata di un anno circa, a partire dal meeting annuale. L'ultimo presidente dell'UNASUR è stato il boliviano Evo Morales.
| Presidente        | Data di inizio   | Data di fine     |
| ----------------- | ---------------- | ---------------- |
| Michelle Bachelet | 23 maggio 2008   | 10 agosto 2009   |
| Rafael Correa     | 10 agosto 2009   | 26 novembre 2010 |
| Bharrat Jagdeo    | 26 novembre 2010 | 29 ottobre 2011  |
| Fernando Lugo     | 29 ottobre 2011  | 22 giugno 2012   |
| Ollanta Humala    | 22 giugno 2012   | 30 agosto 2013   |
| Dési Bouterse     | 30 agosto 2013   | 4 dicembre 2014  |
| José Mujica       | 4 dicembre 2014  | 1º marzo 2015    |
| Tabaré Vázquez    | 1º marzo 2015    | 17 aprile 2016   |
| Nicolás Maduro    | 17 aprile 2016   | 21 aprile 2017   |
| Mauricio Macri    | 21 aprile 2017   | 17 aprile 2018   |
| Evo Morales       | 17 aprile 2018   | 16 aprile 2019   |
| vacante           | 16 aprile 2019   |                  |

### Segretariato generale

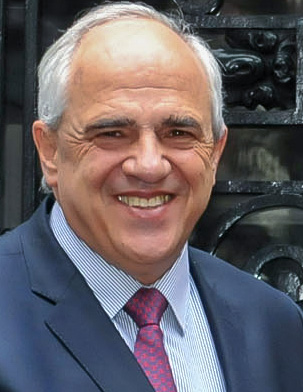
Ernesto Samper, l'ultimo Segretario generale dell'UNASUR.

Il Segretario generale è la figura esecutiva dell'Unione e presiede il Segretariato, che ha sede a Quito. La durata del suo mandato è di due anni.
Il primo Segretario generale avrebbe dovuto essere l'ex presidente ecuadoregno Rodrigo Borja, che però rinunciò all'incarico pochi giorni prima della nascita ufficiale dell'UNASUR. Il 4 maggio 2010 fu così nominato l'ex presidente argentino Néstor Kirchner, nonostante alcune resistenze da Colombia, Uruguay e Perù. Dopo la sua morte, avvenuta il 27 ottobre 2010, la posizione rimase vacante fino alla nomina di María Emma Mejía Vélez il 9 maggio 2011.
A partire da gennaio 2017, il posto è nuovamente vacante, in seguito alla mancanza di consenso sulla nomina del diplomatico argentino José Octavio Bordón a Segretario, a cui si sono opposte Venezuela, Suriname e Bolivia.
| Presidente             | Data di inizio  | Data di fine    |
| ---------------------- | --------------- | --------------- |
| Néstor Kirchner        | 4 maggio 2010   | 27 ottobre 2010 |
| vacante                | 27 ottobre 2010 | 9 maggio 2011   |
| María Emma Mejía Vélez | 9 maggio 2011   | 11 giugno 2012  |
| Alí Rodríguez Araque   | 11 giugno 2012  | 31 luglio 2014  |
| Ernesto Samper         | 1º agosto 2014  | 31 gennaio 2017 |
| vacante                | 31 gennaio 2017 |                 |

### Parlamento
Il Parlamento dell'Unione sarà l'organo legislativo dell'organizzazione, con sede a Cochabamba.
Sarà composto da 99 parlamentari: ogni Paese membro sarà rappresentato da 5 parlamentari, a cui si aggiungono i membri in rappresentanza dei Parlamenti del Mercosur e della Comunità andina e i presidenti degli organi legislativi dei singoli Paesi. Le riunioni previste per il momento sono due, una in giugno e una in novembre, più le eventuali sedute straordinarie.